# Црква Светог пророка Илије у Пурачићу
Црква Светог пророка Илије је српска православна црква која се налази у Пурачићи, Град Лукавац, а припада Епархији зворничко-тузланској.
Изграђена је 1903. године, а заједно са оконостасом са 14 икона на платну, црквеним троном, огњеним колима, дрвеним крстом, композицијом Светог Саве и иконом Илијиног уласка на небо проглашена је за Национални споменик Босне и Херцеговине.

## Опис
Припада типу једнобродних цркава са звоником, зиданих ситном циглом - опеком. Има правоугаону основу димензија 18,80 м х 11,70 м. У осовини цркве, која је оријентисана у правцу исток - запад, са западне стране, налазе се звоник и апсида тако да укупне димензије цркве износе 25,70 м х 11,70 м. Висина до врха двоводног крова износи 12,20 м, а висина темена звоника износи 18,50 м.
Олтарски простор са часном трпезом подељен је од наоса великим иконостасом направљеним од дрвета са сликама које су рађене уљем на платну. Укупне димензије иконостаса износе 5,60 х 4 м. У вертикалном ишчитавању, иконостас је подељен на три целине. Средишњи део нешто је виши у односу на друга два. Са друге стране, хоризонтално ишчитавање целина иконостаса омогућава сагледавање јединственог иконографског обрасца карактеристичног за православну цркву.

## Историјат
Прва дрвена православна црква у Пурачићу саграђена је 1881. године. Године 1895. започела је градња нове цркве на приступачнијем равничарском делу Пурачића, испод Чаршије према реци Спречи. Завршена је 1903. године. У време ратова била је делимично оштећивана, али је задржала изворну аутохтоност.